# Albert Weh
Albert Weh (ur. 3 stycznia 1908, zm. ?) - radca ministerialny, od 28 września 1939 przydzielony do szefa zarządu cywilnego przy wyższym dowódcy Wschód, od 26 października 1939 generalny referent szefa urzędu generalnego gubernatora, od 1 stycznia 1940 do końca okupacji kierownik urzędu do spraw ustawodawstwa (niem. Amt fur Gesetzgebung) przy rządzie Generalnego Gubernatorstwa.